# Koninklijk Conservatorium Bergen

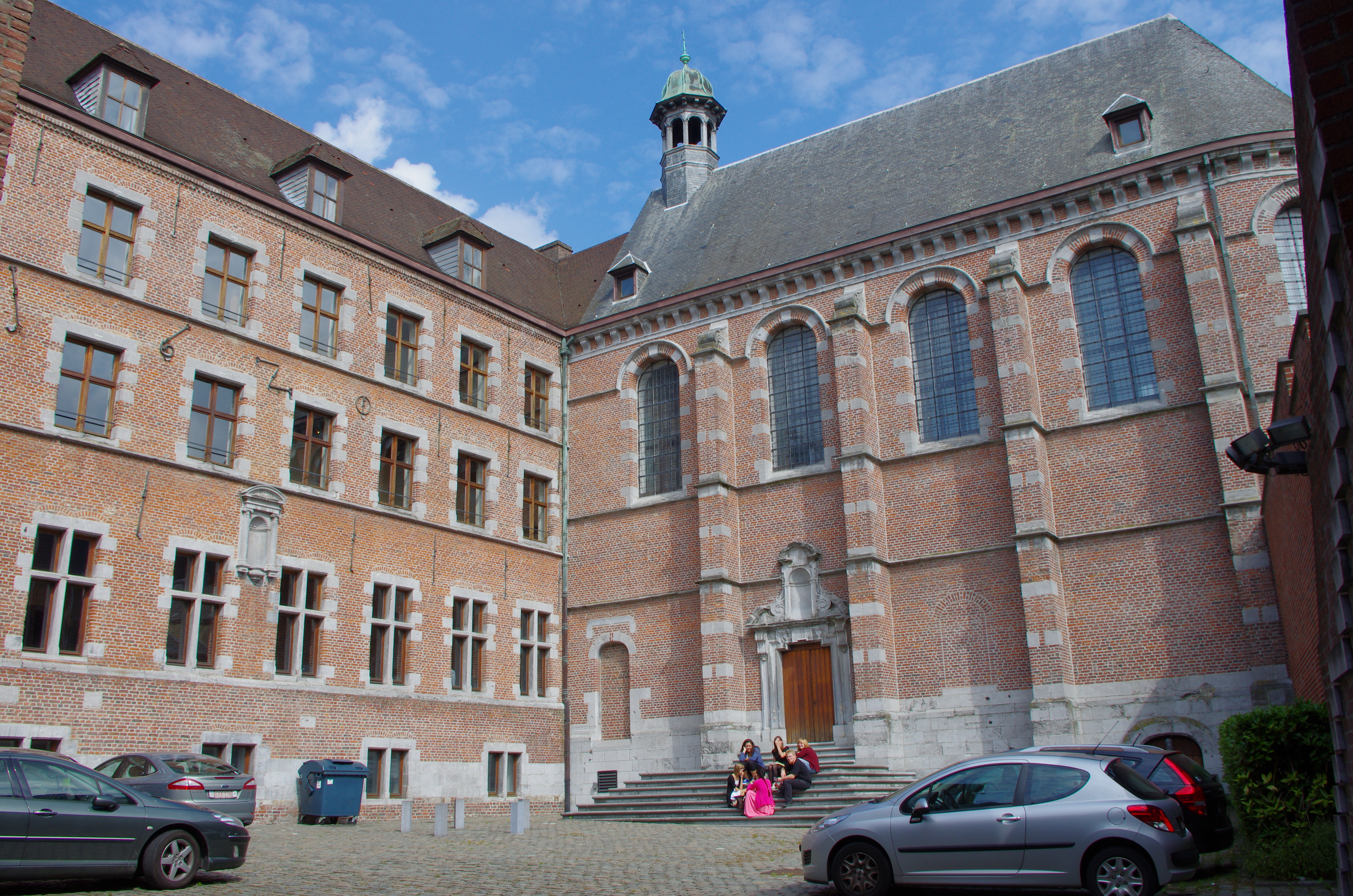
Koninklijk Conservatorium Bergen

Het Koninklijk Conservatorium Bergen of Conservatoire royal de Mons is een Belgisch muziekconservatorium in Bergen (Mons), Henegouwen.
Het conservatorium heeft van bij zijn oorsprong twee hoofdrichtingen: de muziek en het theater. Zoals in alle conservatoria is er ook hier het aanbod hervormd naar de bachelor- en masterdiploma's.

## Structuur
Het conservatorium leidt op tot volgende diploma's:
- Bachelor en master in de muziek, met afstudeerrichtingen in
  - Instrument:
    - Orkestinstrumenten: viool, altviool, cello, contrabas, fluit, hobo, Engelse hoorn, klarinet, saxofoon, fagot, hoorn, trompet, trombone, tuba, slagwerk
    - Piano, orgel, accordeon, gitaar
    - Elektroakoestische instrumenten
    - Kamermuziek

  - Zang
  - Muziektheorie en -schriftuur:
    - Muziektheorie en -geschiedenis
    - Schriftuur
    - Compositie
    - Orkestdirectie
    - Koordirectie
- Bachelor en master in drama
- Lerarenopleiding in de muziek